# Laura Deas
Laura Deas (ur. 19 sierpnia 1988 we Wrexham) – brytyjska skeletonistka, brązowa medalistka olimpijska.

## Kariera
W zawodach Pucharu Świata zadebiutowała 12 grudnia 2014 roku w Lake Placid, zajmując dwunaste miejsce. Pierwszy raz na podium zawodów tego cyklu stanęła już tydzień później w Calgary, zajmując drugie miejsce. W zawodach tych rozdzieliła na podium Kanadyjkę Elisabeth Vathje oraz Niemkę Tinę Hermann. W klasyfikacji generalnej sezonu 2014/2015 zajęła ostatecznie piąte miejsce. W 2015 roku wystartowała na mistrzostwach świata w Winterbergu, gdzie zajęła siódme miejsce. Na tej samej imprezie zajęła także ósme miejsce w zawodach drużynowych.
W 2018 roku zdobyła brązowy medal igrzysk olimpijskich w Pjongczangu.